# Wanda Caboga
Wanda Julianna Caboga, z domu Potocka, primo voto Wielopolska, secundo voto Uruska, tertio voto Caboga-Cerva (ur. 1788 w Milanowie k. Radzynia Podlaskiego, zm. 18 września 1876 w Biłce Szlacheckiej) – właścicielka ziemska, działaczka społeczna i charytatywna,  przewodnicząca Komitetu Dam Dobroczynności we Lwowie.
Pochodziła z rodziny arystokratycznej, córka Seweryna Potockiego herbu Pilawa, senatora i krajczego wielkiego koronnego, oraz Anny Teofili herbu Lis, córki Aleksandra Michała Sapiehy. Oboje rodzice wspierali obóz reform w Polsce, zapoczątkowany przez Sejm Czteroletni i Konstytucję 3 Maja.
Wanda w 1804 r., w wieku 16 lat wyszła za mąż za hr. Hieronima Wielopolskiego herbu Starykoń, ale małżeństwo z powodu choroby męża zostało unieważnione. Drugim jej mężem był Kajetan Uruski herbu Sas, miecznik koronny i prefekt departamentu lwowskiego. Po jego śmierci jej trzecim mężem został hrabia Bernard Caboga-Cerva, szambelan cesarski i inżynier służby fortyfikacyjnej w Wiedniu, wywodzący się z włoskiej rodziny, zamieszkałej w Republice Raguzy (obecnie chorwacki Dubrownik). Wraz z nim przeprowadziła się na stałe do Lwowa. Zamieszkała przy ul. Ormiańskiej, gdzie prowadziła salon dostępny dla wszystkich. Czynnie angażowała się w działalność społeczną i charytatywną. Była przewodniczącą lwowskiego Komitetu Dam Dobroczynności. Sprowadziła do Lwowa siostry felicjanki, które podjęły pracę w Zakładzie im. Księżnej Heleny Ponińskiej.
Z kolei w Milanowie, który odziedziczyła po ojcu, ufundowała kościół i szpital, prowadzony przez siostry szarytki. Obie budowle wzniesiono według projektu Henryka Marconiego.
Pochowana została w krypcie kościoła w Biłce Szlacheckiej.

## Życie prywatne
Miała brata Leona oraz trzy siostry: Emmę, Paulinę i Sewerynę. Jedynym jej dzieckiem (z drugiego małżeństwa) był Seweryn Uruski, autor 15-tomowego Herbarz szlachty polskiej. Jej wnuczka Maria, żona księcia Włodzimierza Czetwertyńskiego-Światopełka herbu Pogoń Ruska, była działaczką społeczną, katolicką, oświatową, wieloletnią przewodniczącą Katolickiego Związku Polek.